# Pallavi Sharda
Pallavi Sharda (née le 5 mars 1990), est une actrice indo-australienne. Elle a joué dans des films en hindi tels que My Name Is Khan, Dus Tola, Besharam, Hawaizaada et Begum Jaan.

## Jeunesse
Pallavi Sharda est née à Perth, en Australie-Occidentale,. Ses parents, Hema Sharda et Nalin Kant Sharda, sont tous les deux des anciens étudiants de l'IIT titulaires d'un doctorat en sciences et en génie. Ils émigrent vers l'Australie dans les années 1980 avant la naissance de Sharda. Cette dernière est toute petite quand elle arrive à Melbourne. Elle passera son enfance dans la grande banlieue nord-ouest. Elle va à l'école Lowther Hall à Essendon où elle obtient une bourse académique. Elle commence des études de droit et de lettres ainsi que de langues modernes (français) à l'Université de Melbourne à 16 ans dont elle obtient un diplôme. Sharda s'installe à Mumbai en 2010.

## Carrière
Pallavi Sharda commence sa carrière à Bollywood avec une apparition dans My Name Is Khan de Karan Johar (2010). En mars 2010, Sharda est couronnée Miss India Australia à Sydney,,. Elle joue ensuite dans la comédie dramatique Dus Tola (2010) en co-vedette avec l'acteur populaire Manoj Bajpayee ; elle y incarne  Geeta, professeur de danse de village. The Times of India considère le jeu d'acteur de Sharda comme le meilleur aspect du film. En 2011 et 2012, Pallavi Sharda est l'actrice principale de la comédie musicale scénique Taj Express, mise en scène par Shruti Merchant et chorégraphiée par Vaibhavi Merchant.
Elle fait ses débuts au cinéma australien dans le film comique Save Your Legs, sorti le 28 février 2013. Elle apparait ensuite dans le film bollywoodien d'Abhinav Kashyap, Besharam - Monsieur Sans-Gêne, où elle incarne une femme dont la voiture est volée par un délinquant. Son film bollywoodien suivant, Hawaizaada, sort dans le monde entier le 30 janvier 2015. Réalisé par Vibhu Puri, avec Ayushmann Khurrana et Mithun Chakraborty en co-vedettes, le film s'inspire de la vie de Shivkar Bapuji Talpade, qui aurait réussi à faire voler un avion sans pilote à Bombay en 1895. Sharda est acclamée par la critique pour son interprétation d'une danseuse courtisane à l'époque du Raj britannique à Bombay.
Pallavi Sharda rejoint la chaîne sportive indienne Sony ESPN et devient son nouveau visage pour l'Indian Premier League 2016.
Elle rejoint Dev Patel et Nicole Kidman dans le film hollywoodien Lion en 2016. Son film bollywoodien suivant, Begum Jaan, sort en avril 2017. Pallavi Sharda est de nouveau acclamée pour son interprétation de Gulabo, travailleuse du sexe dans le Pendjab rural, lors de la séparation du Pakistan et de l'Inde.
Elle joue un rôle majeur dans le drame médical d'ABC Australia Pulse, et sa prestation lui vaut le prix "Rising Star" du Casting Guild of Australia, l'association australienne des directeurs de casting. Pallavi joue actuellement dans la série Beecham House, un drame historique d'ITV réalisé par Gurinder Chadha, et la comédie d'ABC, Retrograde. Elle présente l'émission indienne Zumba Dance Fitness Party depuis 2016.

## Autres activités
Pallavi Sharda est membre du conseil d'administration d'e-Kutir, une entreprise d'entrepreneuriat social axée sur l'amélioration de la vie des Indiens, notamment dans les domaines de l'hygiène et de la nutrition maternelle, en utilisant le modèle de la « base de la pyramide ». Pallavi Sharda est régulièrement conférencière principale pour l'éducation sur l'Asie en Australie, les relations interculturelles entre l'Inde et l'Australie et l'autonomisation des femmes en Inde. En 2015, elle est nommée reine de Moomba, le plus grand festival communautaire de Melbourne, aux côtés de l'ancien joueur de cricket australien Shane Warne.
Considérée comme une ancienne étudiante distingué[style à revoir] de l'Université de Melbourne, elle est devenue leader aux multiples facettes dans la conversation sur les arts et la culture australiens[style à revoir]. Elle a organisé des festivals tels que le White Night à Melbourne. En 2019, Pallavi Sharda est nommée sur la liste des quarante Australiens d'origines asiatiques les plus influents lors du premier sommet du leadership asiatique-australien.

## Filmographie
| Année | Film                         | Rôle                        | Autres notes        |
| ----- | ---------------------------- | --------------------------- | ------------------- |
| 2010  | My Name Is Khan              | Sajida Khan                 |                     |
| 2010  | Dus Tola                     | Geeta (professeur de danse) |                     |
| 2011  | Love Breakups Zindagi        | Radhika                     |                     |
| 2012  | Héroïne                      | Gayatri                     |                     |
| 2013  | Save Your Legs!              | Anjali                      | film australien     |
| 2013  | Besharam, Monsieur Sans-Gêne | Tara Sharma                 |                     |
| 2015  | Hawaizaada                   | Sitara                      |                     |
| 2015  | UnIndian                     | Shanthi                     | apparition spéciale |
| 2016  | Lion                         | Prama                       | film australien     |
| 2017  | Begum Jaan                   | Gulabo                      |                     |
| 2017  | Pulse                        | Tanya Kalchuri              |                     |
| 2019  | Strike Back                  | Samira Shah                 | saison 7, épisode 3 |
| 2019  | Triangle                     | Alex                        | rôle principal      |
| 2019  | Beecham House                | Chandrika                   |                     |
| 2020  | Retrograde                   | Maddie                      |                     |
| 2021  | Tom et Jerry                 | Preeta                      |                     |
| 2021  | The one                      | Megan                       |                     |
| 2022  | Wedding Season (en)          | Asha                        | Netflix             |
| 2023  | The Answers                  | Ash                         | série télévisée     |